# Arturo Casado
Arturo Casado Alda (* 26. ledna 1983, Madrid) je španělský atlet, běžec, jehož specializací je běh na 1500 metrů.

## Kariéra
Mezinárodní kariéru započal v roce 2001, kdy vybojoval bronzovou medaili na juniorském mistrovství Evropy v italském Grossetu a obsadil 45. místo na mistrovství světa v krosu v belgickém Ostende. O rok později skončil šestý na MS juniorů v Kingstonu. V roce 2005 na halovém ME v Madridu skončil ve finále běhu na 1500 metrů na čtvrtém místě v čase 3:38,94. Na bronzového krajana Reyese Estéveze ztratil v cíli čtyři setiny. V témže roce doběhl pátý na světovém šampionátu v Helsinkách a vybojoval zlatou medaili na Středomořských hrách ve španělské Almeríi.
V roce 2006 neprošel rozběhem na halovém MS v Moskvě a skončil čtvrtý na ME v atletice ve švédském Göteborgu. O rok později vybojoval bronzovou medaili na halovém ME v Birminghamu, kde doplnil své krajany Sergia Gallarda (stříbro) a Juana Carlose Higuera (zlato) na stupních vítězů. Na Mistrovství světa v atletice 2007 v japonské Ósace skončil sedmý.
V roce 2008 mu těsně unikla medaile na halovém MS ve Valencii, kde doběhl jako čtvrtý. Ve stejném roce reprezentoval na letních olympijských hrách v Pekingu, kde však skončila jeho cesta v semifinále na celkovém 23. místě. Na halovém ME 2009 v italském Turíně obsadil páté místo. Největší úspěch své kariéry zaznamenal v roce 2010 na evropském šampionátu v Barceloně, kde se stal v čase 3:42,74 mistrem Evropy v běhu na 1500 metrů.